# Tadzjikistan vid världsmästerskapen i friidrott 2022
Tadzjikistan tävlade vid världsmästerskapen i friidrott 2022 i Eugene i USA mellan den 15 och 24 juli 2022. Tadzjikistan hade en trupp på en idrottare.

## Resultat
Gång- och löpgrenar
| Idrottare       | Gren                | Inledande omgång | Inledande omgång | Försöksheat | Försöksheat | Semifinal        | Semifinal        | Final            | Final            |
| Idrottare       | Gren                | Resultat         | Placering        | Resultat    | Placering   | Resultat         | Placering        | Resultat         | Placering        |
| --------------- | ------------------- | ---------------- | ---------------- | ----------- | ----------- | ---------------- | ---------------- | ---------------- | ---------------- |
| Ildar Akhmadiev | Herrarnas 100 meter | 10,66            | 9 0Q0            | 10,85       | 55          | Gick inte vidare | Gick inte vidare | Gick inte vidare | Gick inte vidare |